# Abbey Harkin
Abbey Harkin, född 6 maj 1998, är en australisk simmare.

## Karriär
I december 2018 vid kortbane-VM i Hangzhou var Harkin en del av Australiens kapplag som tog brons på 4×200 meter frisim. I juli 2021 tävlade hon vid OS i Tokyo och slutade på 17:e plats på 200 meter bröstsim. I juli 2023 vid VM i Fukuoka var Harkin en del av Australiens kapplag som tog silver på 4×100 meter medley.
I februari 2024 vid VM i Doha var Harkin en del av Australiens kapplag som tog guld på 4×100 meter medley, silver på 4×100 meter frisim och brons på 4×200 meter frisim. Hon erhöll även silver på 4×100 meter mixed frisim och 4×100 meter mixed medley efter att ha simmat försöksheaten i båda grenarna där Australien sedermera tog medaljer i finalerna.